# Ryan Sessegnon
Kouassi Ryan Sessegnon (* 18. května 2000 Londýn) je anglický profesionální fotbalista, který hraje na pozici levého záložníka či obránce za anglický klub Tottenham Hotspur FC. Je bývalým anglickým mládežnickým reprezentantem.

## Klubová kariéra

### Fulham
Sessegnon byl od mládí členem akademie Fulhamu. Svůj seniorský debut odehrál za Fulham v utkání ligového poháru proti týmu Leyton Orient. O týden později pak odehrál také svůj první zápas v druhé nejvyšší anglické lize v utkání proti Leedsu. V obou sezónách v Championship se Fulhamu podařilo dostat do play-off. Zatímco v roce 2017 podlehl v semifinále miniturnaje Readingu, již o rok později celé play-off ovládl, když ve finále porazil Aston Villu 1:0.
Svůj první zápas v Premier League odehrál Sessegnon proti Crystal Palace.

### Tottenham Hotspur
8. srpna 2019 přestoupil za pro Fulham rekordních 27 milionů eur do londýnského Tottenhamu Hotspur. V klubu podepsal pětiletou smlouvu. Svůj debut za klub si odbyl v ligovém utkání proti Evertonu. 11. prosince 2019 vstřelil jediný gól Tottenhamu v utkání Ligy mistrů UEFA proti Bayernu Mnichov.

#### Hoffenheim (hostování)
5. října 2020 odchází Sessegnon na jednosezónní hostování do německého TSG 1899 Hoffenheim. Své první utkání odehrál v Bundeslize proti Borussii Dortmund.

## Reprezentační kariéra
Sessegnon prošel několik mládežnickými kategoriemi v Anglii.
V roce 2017 se s anglickým reprezentačním týmem do 19 let dostal do finále Mistrovství Evropy U19, ve kterém jeho tým porazil Portugalsko a celý turnaj ovládl, Sessegnon byl také zařazen do nejlepšího týmu turnaje.

## Zajímavosti
Sessegnon je zapsán v Guinnessově knize rekordů za nejrychlejší zasáhnutí obou dvou tyčí a břevna u jedné branky, a to v čase 7,75 sekund.